# Central Bank of Kenya
Die Central Bank of Kenya (CBK) (englisch; Swahili: Banki Kuu ya Kenya) ist die Zentralbank von Kenia mit Sitz in Nairobi. Die Bank wurde 1966 nach der Auflösung des East African Currency Board (EACB) gegründet. Das Mandat der Bank besteht darin, eine Geldpolitik zu formulieren und umzusetzen, die die Preisstabilität fördert, die Liquidität, Zahlungsfähigkeit und Stabilität des Bankensektors gewährleistet, Banknoten und Kursmünzen auszugeben sowie für die Regierung, Geschäftsbanken und andere Finanzinstitute gesetzliche Bankdienstleistungen zu erbringen.

## Geschichte
Die kenianische Zentralbank wurde mit einem vom Parlament verabschiedeten Gesetz vom 24. März 1966 gegründet und nahm am 14. September 1966 ihre Tätigkeit auf. Davor hatte das East African Currency Board (EACB) für die drei Jahre nach der Unabhängigkeit Kenias die Funktionen der Zentralbank übernommen.

## Management
Die Geschäftsleitung der Bank besteht aus dem Gouverneur, den stellvertretenden Gouverneuren und den Abteilungsleitern der Bank. Der Gouverneur übernimmt die Rolle des Chief Executive Officers der Bank und ist daher für deren Gesamtleitung verantwortlich. Der Gouverneur ist zudem offizieller Sprecher der Bank.
Zum Gouverneur seit Gründung der Bank wurden ernannt:
- Leon Baranski, 1966–1967
- Duncan Ndegwa, 1967–1982
- Philip Ndegwa, 1982–1988
- Eric Cheruiyot, 1988–1983
- Micah Cheserem, 1993–2001
- Nahashon Nyagah, 2001–2003
- Andrew Mullei, 2004–2007
- Njuguna Ndung'u, 2007–2015
- Patrick Ngugi Njoroge, seit 2015